# ديكسي ديفيس (محامي)
ديكسي ديفيس (بالإنجليزية: Dixie Davis)‏ هو محامي أمريكي، ولد في 1905، وتوفي في 30 ديسمبر 1970.